# Nammius Maternus

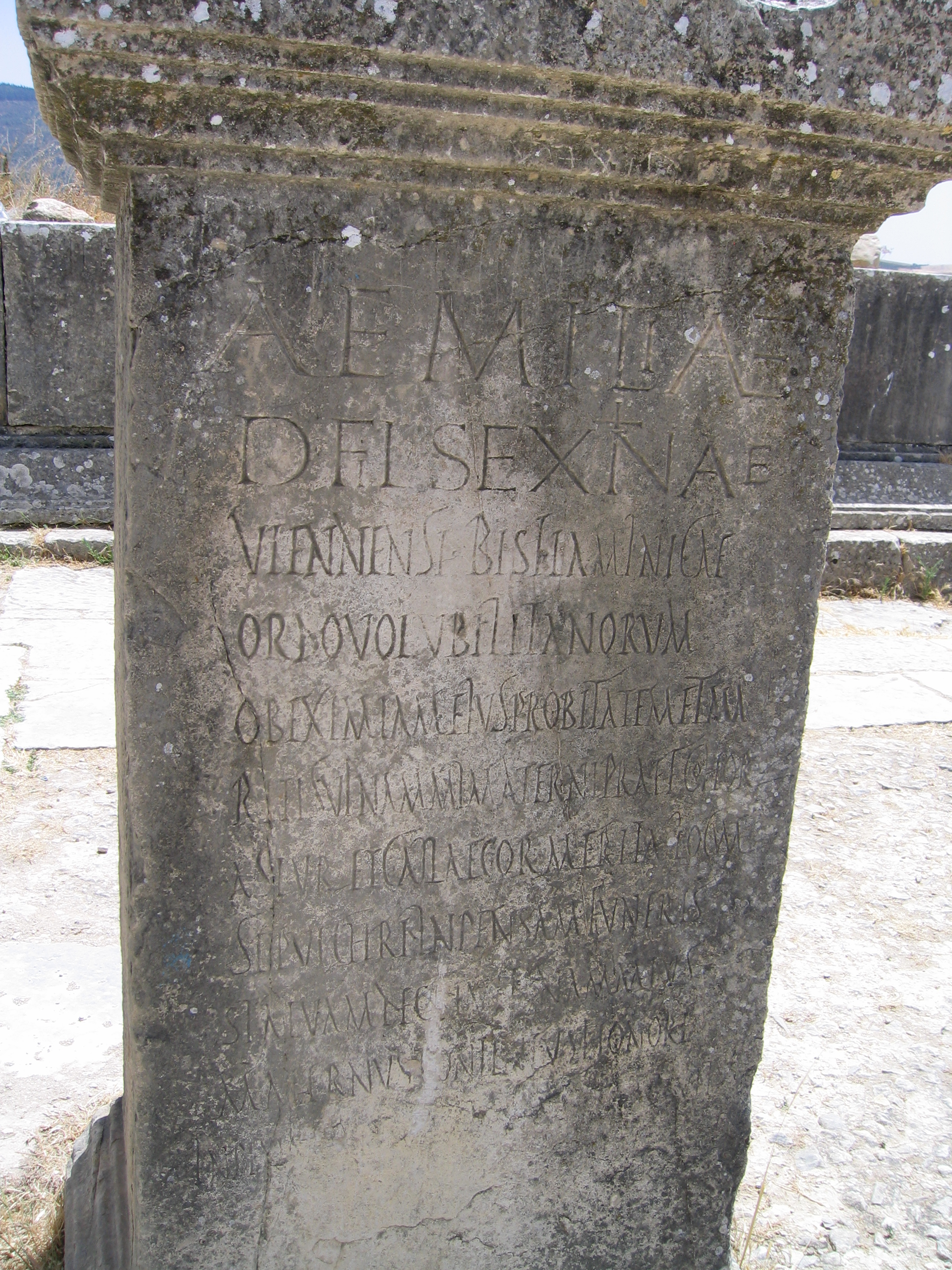
Die Inschrift

Nammius Maternus (sein Praenomen ist nicht bekannt) war ein im 1. und 2. Jahrhundert n. Chr. lebender Angehöriger des römischen Ritterstandes (Eques).
Durch eine Inschrift, die in Volubilis gefunden wurde und die auf 101/110 datiert wird, ist belegt, dass Maternus Kommandeur (Praefectus) der Cohors Asturum et Callaecorum war, die zu diesem Zeitpunkt in der Provinz Mauretania Tingitana stationiert war.
Der Inschrift wurde für die Ehefrau von Maternus, Aemilia Sextina, errichtet; sie war zweimal flaminica und stammte aus Vienna in Gallia Narbonensis. Der ordo Volubilitanorum verfügte, dass wegen ihrer Ehrlichkeit und wegen der Verdienste ihres Ehemanns die Inschrift und eine Statue auf öffentliche Kosten errichtet werden sollten, aber Maternus gab sich mit der Ehre zufrieden und ließ das Grabmal aus eigenen Mitteln errichten.
Auf einem unvollständig erhaltenen Militärdiplom, das in Volubilis gefunden wurde und das auf den 14. bis 30. Oktober 99 datiert wird, ist ein []aternus als Kommandeur einer unbekannten Auxiliareinheit angegeben. Möglicherweise handelt es sich bei diesem Kommandeur um Nammius Maternus.